# Menna Fitzpatrick
Pour les articles homonymes, voir Fitzpatrick.
Menna Fitzpatrick est une skieuse handisport britannique, née le 5 mai 1998.

## Palmarès

### Jeux paralympiques
| Épreuve / Édition | Pyeongchang 2018 | Pékin 2022 |
| ----------------- | ---------------- | ---------- |
| Descente          | DNF              | 5e         |
| Super-G           | Bronze           | Argent     |
| Slalom géant      | Argent           | 7e         |
| Slalom            | Or               |            |
| Super combiné     | Argent           | Bronze     |